# 馬英漢
馬英漢，中華民國國軍陸軍中將，為第一任資通電軍指揮官，畢業自陸軍官校1985年班（74年班）、元智大學資訊管理碩士2009年班，國防大學陸軍指參學院及戰爭學院等深造教育。曾任陸軍司令部通信電子資訊處通資安全組長、通信電子器材基勤廠長、國防部參謀本部通次室資通安全處長、陸軍司令部通信電子資訊處長、資電作戰指揮部指揮官等職務。2018年1月1日晉升中將。

## 備註
1. ↑  同期畢業將領有傅正誠、王興禮、賀政、黃金財等